# Dustin Ware
Dustin Ware (Atlanta, Georgia, 12 de abril de 1990) es un jugador de baloncesto estadonundense que pertenece a la plantilla del KK MZT Skopje de la Makedonska Prva Liga. Con 1,83 metros de estatura, juega en la posición de base.

## Trayectoria deportiva
Tras pasar los cuatro años universitarios en los Georgia Bulldogsy tras no ser elegido en el Draft de la NBA de 2012, firmó su primer contrato profesional con el Cibona Zagreb. Más tarde, se marcharía a Alemania para jugar en varios equipos, entre ellos, el Ratiopharm Ulm.
En la temporada 2014-15, formó parte del Jászberényi KSE húngaro. En verano de 2015 fichó por el JA Vichy-Clermont Métropole Basket de la PRO B francesa, donde jugaría durante dos temporadas.
En junio de 2017, firma por el Boulazac Basket Dordogne para debutar en la PRO A francesa. Tras comenzar la temporada en Boulazac, donde anotó 9.7 puntos, 2.9 rebotes y 2.3 asistencia en 6 partidos en la PRO A, en noviembre de 2017 firma por el PBC Lukoil Academic búlgaro.
En la temporada 2019-20 firmó por el Wilki Morskie Szczecin de la Polska Liga Koszykówki con el promedió 13,4 puntos y 5,6 asistencias por partido.
En la temporada 2021-22, firma por el KK MZT Skopje de la Makedonska Prva Liga.
El 22 de enero de 2022, firma por el Champagne Châlons-Reims de la Pro A francesa.
El 12 de diciembre de 2022, firma por el KK MZT Skopje de la Makedonska Prva Liga.